# بمب‌گذاری‌های ۱۹۹۹ تاشکند
بمب‌گذاری‌های ۱۹۹۹ تاشکند (انگلیسی: 1999 Tashkent bombings) در تاریخ ۱۶ فوریه رخ داد که در آن، شش خودروی بمب‌گذاری شده در تاشکند، پایتخت ازبکستان منفجر شد. بمب‌ها طی یک ساعت و نیم منفجر شدند و ساختمان‌های دولتی متعددی را هدف قرار دادند. پنج انفجار از شش انفجار اماکن مختلف را هدف قرار دادند و انفجار ششم ظاهراً تلاش برای ترور پرزیدنت اسلام کریموف رئیس جمهور ازبکستان بود. ۱۶ نفر کشته و بیش از ۱۲۰ زخمی شدند.
اگرچه دولت ستیزه جویان حزب حرکت اسلامی ازبکستان (IMU) را عامل این بمب‌گذاری‌ها دانست ولی منتقدان در صحت این ادعا تردید کرده‌اند.
به دلیل کنترل رسانه‌ای در کشور، توالی وقوع حملات کاملاً مشخص نیست.